# Marko Stanojevic

a Compétitions nationales et continentales officielles uniquement.

b Matchs officiels uniquement.
Marko Stanojevic, né le 1er octobre 1979 à Birmingham (Angleterre), est un joueur de rugby à XV italien. Il joue en équipe d'Italie et évolue au poste d'ailier au sein de l'effectif du Rugby Rovigo (1,80 m pour 85 kg).

## Biographie

### En club
- 2004-2007 : Bristol Rugby
- 2007-2009 : Rugby Calvisano
- 2009-2010 : Rugby Club I Cavalieri Prato
- 2010- : Rugby Rovigo

### En équipe nationale
Il a honoré sa première cape internationale en équipe d'Italie le 7 octobre 2006 par une victoire 83-0 contre l'équipe du Portugal.

## Palmarès

### En club
- Champion du Champion d'Angleterre de D2 : 2005
- Champion du Super 10 : 2008

### En équipe nationale
- 7 sélections en équipe d'Italie de 2006 à 2007.
- 9 essais (45 points)
- Sélections par année : 5 en 2006, 2 en 2007
- En coupe du monde :
  - 2007 : 1 sélection (Nouvelle-Zélande), 1 essai